# محمدعلی دولتشاه
محمدعلی میرزا دولتشاه (متولد: ۱۵ دی ۱۱۶۷ خورشیدی (۷ ربیع‌الثانی ۱۲۰۳ قمری یا ۴ ژانویه ۱۷۸۹ میلادی) در نوا مازندران – درگذشته: ۳۰ آبان ۱۲۰۰ شمسی (۲۶ صفر ۱۲۳۷ قمری یا ۲۱ نوامبر ۱۸۲۱) در مدائن) از شاهزادگان نامدار ایرانی دوران قاجار و سر سلسلهٔ خاندان دولتشاهی است. وی در قصبهٔ نوا در مازندران به دنیا آمد. پدرش فتحعلی شاه قاجار و مادرش زیباچهر خانم، سی و سومین همسر وی، از اهالی گرجستان بود. دولتشاه اولین پسر فتحعلی‌شاه قاجار و هفت ماه از عباس میرزا نایب السلطنه بزرگ‌تر بود ولی چون مادرش از ایل قاجار نبود، نمی‌توانست جانشین شاه باشد. دولتشاه در سال ۱۲۱۲ حاکم فارس، سال ۱۲۱۴ حاکم قزوین و گیلان، سال ۱۲۱۹ حاکم خوزستان و لرستان و در سال ۱۲۲۱ حاکم کرمانشاه بوده‌است.

## زندگی شخصی
محمدعلی میرزا دولتشاه چندین بار با زنانی از ملیت‌ها و مناطق گوناگون ازدواج کرده‌است. حکومت کرمانشاه از دیرباز در دست خاندان‌های کُرد بود و در زمان ورود دولتشاه به کرمانشاه نیز، چندین سده بود که سران ایل زنگنه بر این منطقه حکومت می‌کردند. قاجاریانی که حکومت کرمانشاه را به دست گرفتند برای مشروعیت بخشیدن به حکومت خود با دختران بزرگان و اشراف کُرد به ویژه ایلات کلهر و زنگنه ازدواج می‌کردند. محمدعلی میرزا دولتشاه نیز که به دنبال مشروعیت بخشیدن به حکومت خود بود در آغاز قصد کرد تا با خانزاده‌خانم کلهر ازدواج کند که در آن زمان مقتدرانه ریاست ایل کلهر را در دست داشت. با این وجود خان‌زاده خانم درخواست او را رد کرد و حاضر به ازدواج به محمدعلی‌میرزا نشد. او سپس با مهرافروزخانم کلهر دختر یکی از بزرگان ایل کلهر ازدواج کرد که امامقلی میرزا عمادالدوله در نتیجهٔ این ازدواج به دنیا آمد. دولتشاه همچنین در سال ۱۲۱۵ با دختر احمدخان بیگلربیگی مراغه‌ای ازدواج‌کرد.
دولتشاه دَه پسر و چهارده دختر داشت، پسران وی به ترتیب عبارتند از:
1. محمدحسین میرزا حشمت‌الدوله
2. طهماسب میرزا موید الدوله
3. نصرالله میرزا والی، که در اواخر عمر در تهران زندگی می‌کرد و پس از عمادالدوله درگذشت.[۱۰]
4. اسدالله میرزا
5. فتح‌الله میرزا
6. امامقلی میرزا عمادالدوله
7. نورالله میرزا
8. جهانگیر میرزا
9. محمد رحیم میرزا
10. ابوالحسن میرزا

شمار نوادگان وی در سراسر جهان که عمدتاً با نام خانوادگی دولتشاه و دولتشاهی (Dowlatshahi or Dolatshahi Dolatshah 
) شناخته می‌شوند نزدیک به پنجاه هزار نفر برآورد شده‌است.

## جنگ‌ها
محمدعلی میرزا دولتشاه در ۱۲۱۷ به همراه فتحعلی شاه در سرکوب نادر میرزا، پسر شاهرخ شاه، و تصرف خراسان شرکت داشت. به سبب اقتدار دولتشاه بود که در ۱۲۲۱ حاکمیت ایالات مجاور کشور عثمانی، یعنی خوزستان و لرستان و کرمانشاه، به وی سپرده شد. ناآرامی در مرزهای این مناطق، میان ایران و عثمانی اختلافاتی ایجادمی‌کرد.
دولتشاه، به واسطهٔ قدرتش، والیان سرحدات عراقین را انتخاب می‌کرد و همین امر یکی از عوامل بروز درگیری بین دو کشور می‌شد. درگیریهای متعدد دولتشاه و حاکمان عثمانی از ۱۲۲۱ تا ۱۲۳۶، به‌رغم پیروزی و برتری محمدعلی میرزا، به خواهش سلطان عثمانی و با وساطت علمایی چون شیخ جعفر کاشف الغطاء، محمد نجفی و آقا احمد کرمانشاهی خاتمه‌یافت.
دولتشاه در این درگیری‌ها شهرهای سلیمانیه و شهر زور را تصرف کرد و حاکم شهر مرزی بابان را مطیع نمود. اما جدال بر سر تسلط بر قبایل کرد مناطق مرزی و ناآرامی بابان، همچنین موانعی که دولت عثمانی برای تجارت بین بغداد و کرمانشاه به وجود می‌آورد، سبب شد ایران و عثمانی که در آستانهٔ عقد پیمانی علیه روسیه بودند، از این کار چشم‌پوشی نمایند. در ۱۲۲۴ محمدعلی میرزا، در دورهٔ اول جنگ‌های ایران و روس، با بیست هزار سوار و پیاده و پنج عراده توپ به طرف تفلیس لشکرکشی کرد.
وی در محال حمانلو، سه منزلی ایروان، در جنگ با قوای روسیه عده‌ای را کشت و اسیر کرد. سپس به تفلیس رفت و ایلات آن مناطق را سرکوب کرد. قبایل بزچلو و دیگر طوایف از ترس محمدعلی میرزا به اطاعت وی درآمدند و او پس از این پیروزی، به کرمانشاه بازگشت. در ۱۲۳۱ دولتشاه به نواحی لرستان و خوزستان نظم داد و اسدخان بختیاری را مطیع کرد. در ۱۲۳۵، به فرمان دولتشاه، ایل حیدرانلو که به عثمانی رفته بودند، به ایران بازگشتند.
دولتشاه در آخرین درگیری خود با عثمانی پس از جنگ با محمد پاشا، حاکم شهر زور، هنگامی که از سلیمانیه به طرف بغداد می‌رفت، بیمار شد و در ۲۶ صفر ۱۲۳۷ در ایوان مداین (طاق کسری) درگذشت. پیش از مرگ، حسن خان فیلی و اسدخان بختیاری را، که به اطاعت او درآمده و عفو شده بودند، به شهرهای خود فرستاد تا پس از مرگش برای آن دو اتفاقی روی ندهد. جسد دولتشاه را بیرون کرمانشاه، در باغی که خود احداث کرده بود، دفن‌کردند.
اعتضادالسلطنه (ص ۱۸۵) تاریخ فوت او را ۲۳ صفر ۱۲۳۶ و مدفن او را در عتبات عالیات ذکر کرده‌است. پس از مرگ دولتشاه، پسر بزرگ وی، محمدحسین میرزا حشمت‌الدوله، حاکم کرمانشاه شد. دولتشاه از فرزندان محبوب فتحعلی شاه بود. هنگامی که به تهران احضار می‌شد، محل استقرارش عمارتی ویژه و جدا از دیگر شاهزادگان بود، که پس از مرگ دولتشاه تا هنگام فوت فتحعلی شاه، درِ آن باز نشد. دولتشاه کاردان و باکفایت و شجاع بود (همان، ص ۱۴۰؛ پاکروان، ص ۲۱۷) و به علما ارادت داشت، در ۱۱۲۳ از احمد احسایی خواست مدتی در کرمانشاه بماند. شیخ‌احمد تا زمان مرگ دولتشاه از او مقرری دریافت‌می‌کرد.

## دولتشاه و نبرد با عثمانی
داوود پاشا (وزیر بغداد) و محمود پاشا بابان (حاکم شهر زور، سلیمانیه فعلی) و محمد آقا کهیا وزیر سلطان محمود دوم عثمانی به درخواست دولت مرکزی و به منظور پاسخ دادن به حملات شاهزاده عباس‌میرزا، لشکری آراستند و به سوی سرحد ایران در راستای بغداد شتافتند. شاهزاده محمدعلی میرزا (حاکم ولایات غربی ایران) چون خبر حرکت سپاه عثمانی را شنید با حدود پانزده‌هزار جنگجو از کرمانشاه خارج شد و به سوی سرحد تاخت. او به رشادت و شهامت و عقل و ذکا موصوف و به کاردانی و قدرشناسی و به بطش (سخت‌گیری) و جلادت (دلیری) مشهور و معروف بود. فتحعلی‌شاه حکومت کرمانشاهان، خوزستان، بختیاری، بابان و جاف را به او واگذار کرده‌بود.
محمدعلی میرزا در هیجدهم ذیحجه قریب به شهر زور لشکرگاه کرد و محمدآقای کهیا و محمود پاشا در یاسین‌تپه که از سه جانب با آب پیوسته و از یک جانب با خلاب (لجن‌زار، باتلاق)، سنگری راست کرده بنشست و ۱۵ عدد توپ در پیش سنگر بداشتند.
در این هنگام محمودپاشا (حاکم زور) کسانی را نزد شاهزاده فرستاد که اگر مرا امان دهید، فردا که دو سپاه در برابر هم صف آراستند، من ناگهان همراه کسان خود به شما خواهم پیوست و با هم بر قوای مقابل می‌تازیم. اما شاهزاده که از پیشنهاد او بوی توطئه می‌شنید پاسخ درستی به او نداد و فرستادگانش را پس فرستاد. محمودپاشا با حمایت محمدعلی‌میرزا و دولت ایران حکومت زور را به دست آورده بود و به همین دلیل هم چنین پیشنهادی فرستاد اما شاهزاده به او اعتماد نکرد و کار را به نبرد روز بعد واگذاشت.
او روز دیگر که خورشید سر بر زد، ساخته جنگ گشت و موسی -رئیس ایل ملکشاهی و دریافت‌کننده فتح نامه- و ده [موسیو وده؟] معلم انگریز(انگلیسی) -افسران انگلیسی مسئول زنبورک خانه و توپخانه- را با جماعتی از سرباز و سوار و توپخانه و زنبورک‌خانه از میان دره چنان‌که خصم ندیده و ندانست بفرستاد تا ناگاه از قفای دشمن درآیند و نبرد آزمایند و خود لشکر را جنبش داده میمنه و میسره راست کرد و بر فراز تلی صعود کرده جبین بر خاک نهاد و از کارسازِ بی‌نیاز طلب نصرت نمود و سخت بگریست. آنگاه به میان سپاه آمد. از دو سوی گیرودار دلیران بالا گرفت و دهان توپ و تفنگ صاعقه‌بار آمد و از خون مردان خاک میدان گونهٔ لعل و مرجان گرفت. رومیان (عثمانی‌ها) را مجال درنگ نماند، پشت با جنگ داده به یک بار روی برتافتند.
محمودپاشا و محمدآقا کهیا عنان زنان به سوی کرکوک گریختند و لشکرگاه و توپخانه عثمانی‌ها به راحتی به چنگ قوای شاهزاده افتاد. محمدعلی میرزا به سلیمانیه رفت و عبدالله‌پاشا، عموی علی‌پاشا (والی وقت دیاربکر) را که پیشتر به ایران گریخته و به او پناهنده شده بود، به حکومت شهر زور منصوب کرد. ماه محرم رسید و شاهزاده موقتاً دست از جنگ کشید و محرم را در سلیمانیه ماند. با پایان محرم و رسیدن صفر ۱۲۳۷ه‍.ق خیمه بیرون زد و به قصد گشودن بغداد لشکر آراست. اما قضا در کمین او بود.

## درگذشت دولتشاه
هنگامی که شاهزاده محمدعلی‌میرزا به منزل «دلو عباس» رسید، «مزاجش از اعتدال بگشت و سخت مریض شد. از آن سوی داود پاشا (وزیر بغداد) هراسان گشت و موسی نجفی را که در میان علمای اثنی‌عشری نامبردار بود شفیع ساخت و به درگاه فرستاد. شاهزاده محمدعلی میرزا را مکانت موسی و شدت مرض از تسخیر بغداد بازداشت و داود پاشا را به جای گذاشته به جانب کرمانشاهان کوچ داده، در منزل طاق گرا زحمت اسهال بر ضعف بدن بیفزود ناچار در آنجا رحل اقامت انداخت و دانست از این مرض جان به سلامت نبرد. حسن‌خان فیلی و اسدخان بختیاری را طلب کرد و فرمود: دور نباشد که چون من نباشم از این لشکرگاه نتوانید به سلامت بیرون شد، اکنون که مرا حشاشه‌ای از جان (خردک رمقی) به جای است طریق مأمن خویش گیرید و برگذرید. شب شنبه ۲۶ شهر صفر در سال ۱۲۳۷ه‍.ق هنگام سپیده‌دم رخت از این جهان به جنان جاویدان کشید و در ۶ ربیع‌الاول این خبر مسموع شاهنشاه ایران افتاد و در سوگواری پسری چونین اگر چه با دل شکسته و خاطر خسته بود، به کبریای سلطنت و شریعت ملکداری اظهار حزن و فزع نفرمود و فرزند اکبر ارشد او محمدحسین‌میرزا را به جای پدر نصب کرد و منشور فرمانگزاری عراقین عرب و عجم را بدو فرستاد و او را حشمت الدوله لقب داد. بالجمله جسد شاهزاده را در بیرون کرمانشاه در میان روضه‌ای که خود کرده بود با خاک سپردند.
به نظر می‌رسد بیماری ناشناخته‌ای که محمدعلی‌میرزا را در کام مرگ فرستاده‌است در پهنه گسترده‌ای شیوع داشته‌است. چنان‌که عبدالرزاق مفتون دنبلی در شرح وقایع سال ۱۲۳۷ه‍.ق می‌نویسد: در این دو سه سال از تأثیر حرکات اجرام علویه و قرانات کواکب، امراض مهلکه در بعضی از بلاد چین و هندوستان اتفاق افتاده، جمع کثیری از زندگانی سیر آمدند و از آن حدود به بعضی از بلاد ایران سرایت کرده در شیراز و اصفهان و یزد و کاشان و قزوین و عراق عجم و از آنجا به بعضی از ولایات آذربایجان… افتاده در همه این ولایات گروهی انبوه رخت هستی به کاخ نیستی کشیدند.

## آثار و خدمات دولتشاه
دولتشاه در آبادانی مناطق تحت حکومتش می‌کوشید، از جمله اقدامات وی احداث سد گرگر شوشتر، معروف به سد دولت، بود. محمد علی میرزا دولتشاه و فرزندانش در آبادی کرمانشاه و لرستان نیز نقش به سزایی داشتند. از جمله آثار تاریخی به جا مانده از وی می‌توان به موارد زیر اشاره‌نمود:

### بازسازی و توسعه بازار کرمانشاه
بازار کرمانشاه مرکز تجاری سنتی شهر کرمانشاه است که در زمان زندیه بنای آن نهاده شد و به صورت بسیار کوچکتر از زمان حال آن بود. این بازار بزرگ‌ترین بازار سرپوشیدهٔ خاورمیانه‌است که دارای تویزه‌های منحصر به فرد است. این بازار در حدود ۲۰۰ سال پیش و در زمان حاکم شهر کرمانشاه، محمد علی میرزای دولتشاه بزرگ شد و توسعهٔ چشمگیری پیدا کرد. دز زمان دولتشاه مجموعهٔ بازار ساماندهی شد و عناصری به آن افزود. فرزند ایشان هم امامقلی میرزا عمادالدوله با ایجاد چندین سرا و احداث چارسوق و ساخت مسجد عمادالدوله و قیصریه بازار را توسعه بخشید. این بازار دارای ۱۸ راسته‌است و در زمان خود بزرگ‌ترین بازار سرپوشیدهٔ خاورمیانه به حساب می‌آمده‌است. بازار کرمانشاه که در اثر عبور خیابانهای اصلی شهر هم‌اکنون به چهار قسمت تقسیم گشته‌است. این بازار از بخش‌ها و راسته بازارهای زیادی تشکیل گشته که جاذبه توریستی محسوب‌می‌شوند.
از راسته‌های این بازار به زرگرها، تاریکه بازار (ادویه فروشیها)، بازار یهودی‌ها (بازار اسلامی)، مسگرها، بزازخانه و توپخانه می‌توان اشاره کرد. این بازار دارای چهارسوق‌ها و ورودی‌های زیبا است که نشانگر دید زیبای معماران عصرهای گذشته و فرهنگ غنی این منطقه می‌باشد. در زمان رونق اقتصادی منطقه و مسیر عبور جاده ابریشم، این بازار محل اصلی داد و ستد بازرگانان اروپایی و آسیایی بوده[نیازمند منبع] و با توجه به موقعیت استراتژیک دارای نشانه‌های خاص فرهنگی زیاد می‌باشد.

### مسجد دولتشاه
این مسجد در محله فیض آباد و در خیابان کزازی شهر کرمانشاه قرار دارد و در کنار دیوان خانه این شهر که دوازده عمارت داشت، ساخته شده‌است. ستون‌های سنگی مارپیچ، محراب مقرنس کار شده و گچ بری‌های زیبای شبستان زنانه، به این مسجد زیبایی خاصی بخشیده‌است. امروزه این مسجد محل سکونت و تحصیل طلاب علوم دینی است.

### مسجد شاهزاده

مسجد شاهزاده (شازده)

مسجد شاهزاده در اراضی معروف به چهار باغ شهر کرمانشاه قرار دارد و دارای شبستانی است که در داخل آن پانزده طاق چشمه دیده می‌شود. این طاق‌ها بر روی ستون‌های قطور آجری قرار دارند.

### کتابخانه دولتشاه
دولتشاه در کرمانشاه کاخی زیبا بنا نهاد و در آنجا کتابخانه‌ای عظیم شامل کتب نفیس و مجموعه‌ای از نسخ نادر و نایاب جمع‌آوری نمود. بخشی از نسخ کتابخانه او در کتابخانه مجلس شورای ملی نگهداری می‌شود.

### سنگ‌نگاره دولتشاه

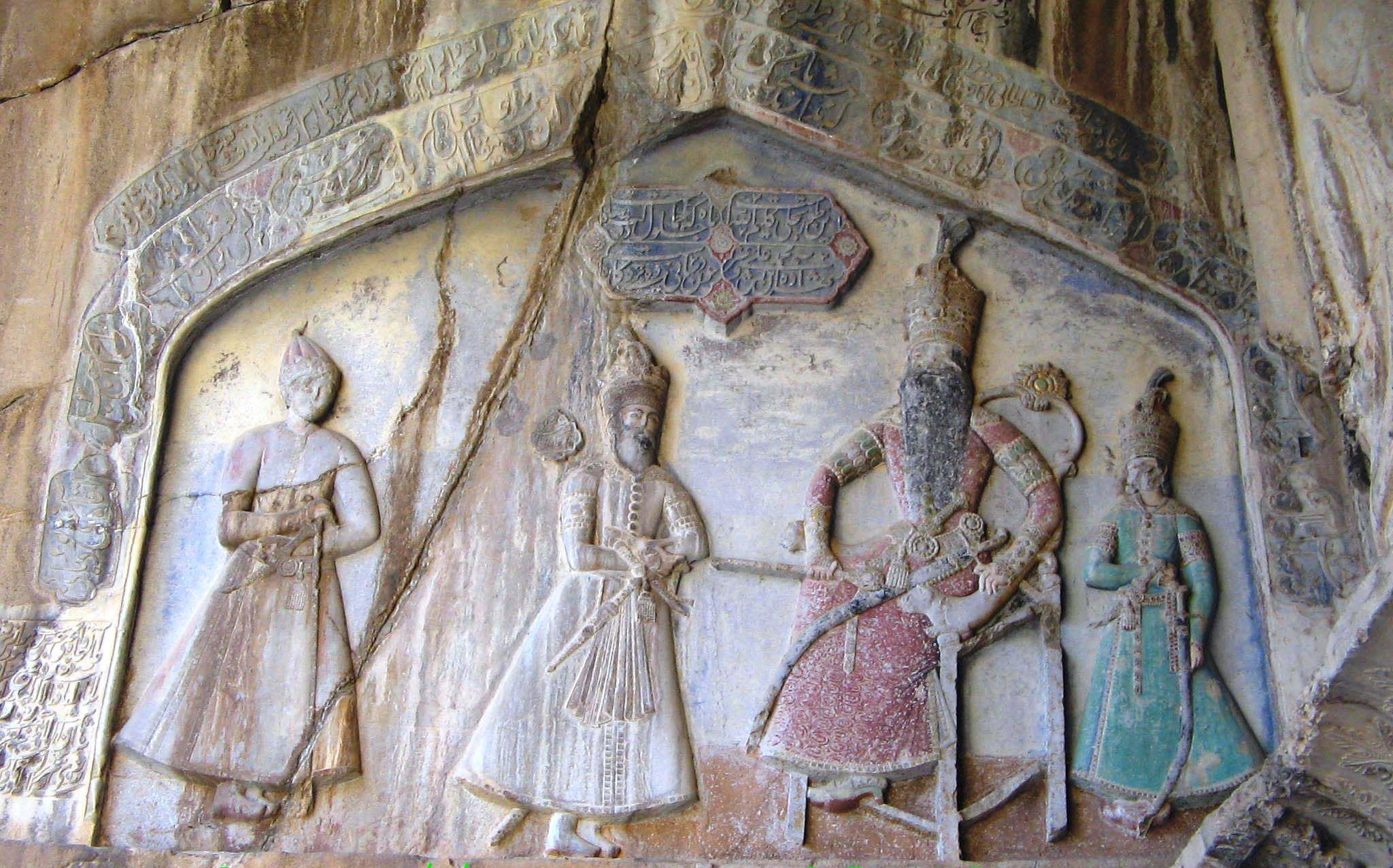
سنگ نگاره دولتشاه

در بخش فوقانی دیوار سمت چپ ایوان بزرگ طاق بستان، سنگ نگاره‌ای از دوره قاجاریه همراه با کتیبه‌ای به خط نستعلیق حجاری شده که لطمه فراوانی به این بنا وارد کرده‌است. در این سنگ نگاره فتحعلی شاه  بر روی تختی نشسته‌است. وی صورتی فربه و ریش بلند دارد. سبیل او تاب داده شده و تا آن سوی گونه‌ها ادامه دارد. تاج او از نوع تاج‌های کنگره‌دار  لباس او شامل پیراهن چین دار قرمز رنگی است که تا قوزک پا ادامه دارد. وی کمربندی به کمر بسته و در قسمت پائین آن حمایلی قرار دارد. به حمایل او شمشیر و خنجری آویخته شده‌است. در کنار او شعری از بسمل شاعر کرمانشاهی در مدح او نگاشته شده‌است. مطابق با این نوشته محمد علی میرزا کوه طاق بستان را با کوه طور و جمال دولتشاه را با جمال حضرت موسی تشبیه کرده، وی همچنین خسرو پرویز را دربان خود معرفی کرده‌است. در سمت راست او امامقلی میرزا معروف به عمادالدوله به حالت ایستاده، با صورتی سه ربعی و بدنی تمام رخ نقش شده‌است.
وی دارای ریش کوتاه سیاه رنگی است و تاج جواهر نشانی بر سر دارد. لباس او شامل پیراهن گشاد بلندی است که متأسفانه رنگ آن از بین رفته. وی نیز خنجری در کمر بسته و شمشیری در غلاف به سمت چپ آویخته‌است. در سمت چپ فتحعلی شاه، پسر دیگرش  نقش شده‌است. متأسفانه جزئیات صورت وی از بین رفته‌است. تاج او از نوع تاج‌های کنگره‌دار و لباس او شامل پیراهن سبز رنگ بلندی است. وی نیز شمشیری در غلاف به حمایلش بسته‌است. در جلو محمدعلی میرزا، آقاغنی به حالت ایستاده با صورت و بدنی تمام رخ نقش شده‌است. تاج او مخروطی بوده و لباس بلند قرمز رنگی پوشیده و به حمایلش خنجری آویزان کرده‌است. در سمت چپ سنگ نگاره، کتیبه‌ای به خط نستعلیق نوشته شده‌است. این کتیبه به صورت وقف نامه‌ای است که مضمون آن حاکی از نحوه درآمد سه دانگ از مزارع کبودخانی است که بایستی جهت عزاداری برای امام حسین در ماه عاشورا و و سایر عزا هزینه‌می‌شد.
طبق کتیبه، این سنگ نگاره در سال ۱۲۳۷ ه‍.ق به دستور آقاغنی خواجه‌باشی محمدعلی میرزا و توسط میرزا جعفر سنگ‌تراش حجاری شده‌است.

### احداث شهر ملایر
ازنظر سابقه جغرافیایی تاریخی باید دانست که اگر چه این منطقه از قدیم به نام ملایر شناخته شده‌است اما شهر فعلی ملایر در سال ۱۲۲۴ هجری قمری توسط محمد علی میرزا دولتشاه بنا نهاده شده و شیخعلی میرزا به پاس قدردانی از دولتشاه نام این شهر را دولت‌آباد نامید و با توجه به جمعیت رو به رشد در این شهر در سال ۱۲۳۶ بنیان بازار و مسجد و مدرسه و حمام تازه‌ای نهاده شد و دو سرا برای مسافران و کاروانیان احداث گردیده‌است.

### بازسازی قلعه فلک الافلاک و ساخت عمارت گلستان

قلعه فلک الافلاک

قلعه فلک الافلاک یا دژ شاپور خواست، یکی از آثار کم‌نظیر و با شکوه ایران است. این بنای کهن که بر فراز تپه‌ای باستانی در کنار چشمه‌ای پر خروش و در مرکز شهر کنونی خرم‌آباد قرار گرفته و همچون دیگر آثار تاریخی سرگذشت پر فراز و نشیبی را پشت سر گذاشته‌است. دولتشاه این دژ باستانی مخروب را به صورت امروزی آن بازسازی نمود و به آن نام فلک‌الافلاک داد. دولتشاه در سر یکی از برجهای قلعه که بلندترین برج آن و مسلط بر تمام شهر و بلوک خرم‌آباد بوده اتاقی ساخت و آن را فلک الافلاک نامید و همین نام بعدها بر روی کل مجموعه گذاشته شد. دولتشاه عمارت گلستان خرم‌آباد شامل محوطه اطراف قلعهٔ فلک‌الافلاک در حدود ۱۲۰۰ شمسی احداث کرد. درون این حصار که ۱۲ برج در میان دیوار آن تعبیه گردید، خانه حکام، مسجد، حمام، اصطبل و آسیاب نیز ساخته شد. به مناسبت احداث این ۱۲ برج که به منظور زیبائی و ایجاد پست‌های نگهبانی ایجاد شدند به این منطقه ۱۲ برجی نیز می‌گفتند. البته هر یک از برج‌ها در هر ماه از سال، قرار گرفتن آفتاب در نیمروز را نیز نشان می‌داده‌است. در داخل برج قدیم، دولتشاه برای خود قصری ساخت که فعلاً به حال ویرانی است. در اطراف و دامنه دژ دولتشاه باغی ایجاد نمود که آن را گلستان ارم نامید.

### بازسازی بند میزان

بند میزان

در زمان فتحعلی شاه قاجار شوشتر، دزفول و هویزه جزو کرمانشاه شده و به دولتشاه سپرده شد. زمانی که دولتشاه در سال ۱۲۱۱ ه‍.ق وارد شوشتر شد، توانست به شورش‌هایی که پس از حکومت زندیان و ابتدای قاجاریه در این شهر و نواحی اطراف آن شعله‌ور شده بود، پایان دهد و سردسته این شورش‌ها یعنی ابولفتح خان پسر فرج‌الله خان را دستگیر نماید. از جمله مشکلاتی که در این ایام گریبان گیر اوضاع اقتصادی شوشتر شده بود مسئله شکسته شدن بند و انحراف آب کارون در شاخه گرگر و به دنبال آن وخیم شدن اوضاع کشاورزی در این شهر بود. بند میزان قبلاً چندین بار شکسته شده بود، که آخرین بار آن حدود ۷۹ سال پیش از این ایام در زمان سلطنت نادر شاه بود و در طول این مدت زمین‌های مسیر شاخه شطیط و نهر داریون، یعنی مناسب‌ترین زمین‌های کشاورزی بلا استفاده مانده بود. دولتشاه چون بر امور مسلط گشت اقدام به بازسازی مجد این بند نمود و توانست پس از سه سال تلاش پیگیر در سال ۱۲۲۴ ه‍.ق کار آن را به پایان برساند. این اقدام دولتشاه آنچنان در بهبودی وضع مردم خوشایند بود که به قول صاحب کتاب «فائق البیان» آبادی شوشتر را ماده تاریخ یافتند. اما متأسفانه این بهبودی دیری نپایید و باز دیگر در سال ۱۲۲۷ ه‍.ق نا گهان بند میزان شکافته شد و آنچه دولتشاه رشته بود پنبه شد؛ ولی وی بار دیگر اقدام به تعمیر بند مذکور نمود و پس از چهار سال دیگر مجدداً کار یازسازی آن به پایان رسید. شایان ذکر است که بند میزان کنونی همین بندی است که محمد علی میرزا آن را بازسازی نموده و اکنون به نام بند محمد علی میرزا، بند خاقانی و به نام دیرین خود یعنی «بند میزان» معروف‌است.

## دولتشاه واسد خان بختیاری
در سال ۱۲۳۱ هـ.ق (معادل ۱۱۹۴ شمسی و ۱۸۱۵ میلادی) که حکومت بختیاری برعهدهٔ شاهزاده محمدتقی میرزا بود، او وزیر خود میرزا علی گرایلی و آقا قاسم صندوقدار را برای استمالت اسدخان بختیاروند فرستاد و پیام داد که او بهتر است فرمان شاه را گردن نهد. اما اسدخان به پیام شاهزاده وقعی نگذاشته و هر دو نفر را دستگیر و زندانی نمود. چون این خبر به گوش فتحعلی‌شاه رسید، حکومت بختیاری را به پسر دیگرش محمدعلی میرزای دولتشاه سپرد، لذا شاهزاده دولتشاه به سوی دژ اسدخان (دژ ملکان) رهسپار گردید. گویند که وی برای تماشای دژ، به حوالی آن آمد و اطراف آن را خوب بررسی کرده و فهمید که گشودن این حصن طبیعی به وسیلهٔ یورش و غلبه از محالات است، لذا به تنهایی و بدون سپاه و سرباز، خود را به نزدیکی دژ رسانیده و مشغول تماشا گردید. اسدخان که برای بازدید طویلهٔ اسبان خویش به پایین دژ آمده بود، از دور سواری را دید که در سیصد قدمی ایستاده و تماشا می‌کند.
لذا او یکه و تنها حرکت کرد تا به شاهزاده رسید، او را شناخت و پرسید اینجا چکار دارید؟ شاهزاده تجاهل نموده و گفت من یکی از سپاهیان شاهزاده دولتشاه می‌باشم که برای تماشای دژ آمده‌ام، اسدخان هم گفت بنده هم یکی از نوکرهای اسدخان می‌باشم، رسم بختیاری و کلیهٔ ایلات این است کسی که وارد احشام یا خانه‌مان بشود، باید پذیرایی کنیم، باید بیایید نهار میل کرده مراجعت کنید. شاهزاده بدون ترس و واهمه به کنار دژ آمد. اسدخان اسبش را گرفته و گفت بنده اسدخان و شما شاهزاده محمدعلی میرزای دولتشاه می‌باشید، آنگاه دولتشاه او را در بغل کشیده و رویش را بوسید. اسدخان نیز منتهای تعظیم و تکریم را در حق شاهزاده بجا آورد. دولتشاه که مجذوب شخصیت و شجاعت اسدخان شده بود، از او خواست تا همراه وی شده و با او به تهران برود. اسدخان نیز که مردانگی و صداقت شاهزادهٔ قاجار را مشاهده نمود، از در مردانگی درآمده و خود را تسلیم او نمود.
دولتشاه به او گفت اکنون بالای دژ برو و تدارکات خود را نموده مراجعت کن. اما اسدخان نپذیرفته و گفت اگر به دژ برگردم هوای دژ مانع از آمدنم می‌شود، هم‌اکنون به هر کجا بروی در رکاب تو خواهم بود. خانوادهٔ اسدخان که جریان را شنیدند از دژ پایین آمده و به اصرار مانع رفتن او شدند، اما او نپذیرفت لذا آنان وقتی مأیوس شدند به نزد شاهزاده آمده و و سفارش اسدخان را به او کردند. دولتشاه آن‌ها را دلداری داده و به روایتی ۵۰۰ اشرفی و به روایتی دیگر ۷۰۰ اشرفی یا ۱۰۰۰ تومان که در ترک اسب خود داشت، جهت مخارج خانوادهٔ اسدخان به آن‌ها داد. اسدخان با خانواده و یاران خود خداحافظی کرده، در رکاب شاهزاده محمدعلی میرزا دولتشاه به سوی تهران حرکت کرد. پس از رسیدن به تهران شاهزادهٔ قاجار به خان بختیاری گفت؛ اکنون به اصطبل همایونی پناهنده شو تا من نزد پادشاه عذر تقصیر تو را بخواهم.
اسدخان به اصطبل شاهی رفت و دولتشاه به نزد پدر رفته گفت اسدخان حاضر است. شاه به میر غضب دستور داد که سر او را برایم بیاور. اما دولتشاه گفت: «اسدخان به اصطبل همایونی پناهنده شده‌است و شایسته نیست که پناهنده را به قتل رساند، علاوه من به او اطمینان داده‌ام و گرنه به این آسانی گرفتار نمی‌شد، نخست بفرما تا سر مرا بردارند آنگاه خود دانی و اسدخان.» فتحعلی شاه نیز حرمت ضمانت و تأمین پسر را نشکسته، اسدخان را بخشیده و به دولتشاه واگذار نمود. اسدخان از آن پس همیشه در رکاب شاهزاده بود. هنگامی که او والی کرمانشاه گردید خان بختیاری را نیز همراه خود برد. تا اینکه دولتشاه در کرمانشاه بیمار گردیده دریافت که اجلش رسیده‌است لذا به اسدخان بختیاری و حسن خان فیلی که او نیز از شجاعان مشهور بود هشدار داد که آنجا نمانده و به میان ایل خود بازگردند زیرا که پس از مرگ وی از جانب پدر و اطرافیان او در امان نیستند. آن دو نفر نیز نصیحت و وصیت شاهزاده را بجا آورده و پس از خداحافظی با او به میان طوایف خود بازگشتند.

## دولتشاه و اقتصاد کرمانشاه
در زمان سلطنت فتحعلی شاه قاجار و گماردن شاهزاده محمدعلی میرزا دولتشاه به حکومت کرمانشاهان و ممالک ثلث و سرحددار عراقین به واسطهٔ شایستگی و لیاقت دولتشاه، توانست بار دیگر در صحنه‌های تجارت جهانی، باب مناسبات تجاری و اقتصادی نوینی را بازگشایی کرده و کرمانشاه را به مرکز دادوستد کالا و انبار تجارت عراق و بمبئی و روسیه تبدیل کند به نحوی که وجود خاندانهایی از مردمان عرب مهاجر از بغداد با عنوان خاندان وکیل الدوله و خاندان سادات تجار بغدادی از زمان دولتشاه باب تجارت گسترده‌ای را گشود و بنا به آنچه در کتاب زندگان عرصه عشق آمده‌است: «مضاف بر وجود امنیت در منطقه غرب کشور جهت سرمایه‌گذاری تجار و بازرگانان، آب و هوای معتدل، سرسبزی و خرمی و نعمت فراوان، مردم با صفا و میهمان پذیر و غریب نواز و گشاده‌روی کرمانشاه مزید بر علل گردیده تا تجار عرب و بغدادی به رغبت تمام کشتی سرمایه و تجارت خود را به ساحل آرام و محیط عدل و انصاف کرمانشاهیان بکشانند.»

## سرایش شعر
محمدعلی دولتشاه شعر می‌سرود و «دولت» تخلص می‌کرد. از او دیوانی با چهار هزار بیت و نیز تذکره‌ای دربارهٔ معاصرانش به نام معاصر دولتشاه به‌جای مانده‌است.
نمونه‌ای از اشعار دولتشاه:
| از سینهٔ تنگم دل دیوانه گریزد      |  | دیوانه عجب نیست که از خانه گریزد |
| من از دل و دل از من دیوانه گریزان |  | دیوانه ندیدیم ز دیوانه گریزد     |

محمدصادق ناطق اصفهانی که در دستگاه محمدعلی دولتشاه کار می‌کرد، در سال ۱۲۲۸ قمری (۱۸۱۳ میلادی) مقدمه‌ای بر دیوان او نوشت.